# Salvador (Lanao del Norte)
Salvador is een gemeente in de Filipijnse provincie Lanao del Norte in het noorden van het eiland Mindanao. Bij de laatste census in 2007 had de gemeente ruim 23 duizend inwoners.

## Geografie

### Bestuurlijke indeling
Salvador is onderverdeeld in de volgende 25 barangays:
| - Barandia - Bulacon - Buntong - Calimodan - Camp III - Curva-Miagao - Daligdigan - Inasagan - Kilala - Mabatao - Madaya - Mamaanon - Mapantao | - Mindalano - Padianan - Pagalongan - Pagayawan - Panaliwad-on - Pangantapan - Pansor - Patidon - Pawak - Poblacion - Saumay - Sudlon |

## Demografie
Salvador had bij de census van 2007 een inwoneraantal van 23.222 mensen. Dit zijn 6.167 mensen (36,2%) meer dan bij de vorige census van 2000. De gemiddelde jaarlijkse groei komt daarmee uit op 4,35%, hetgeen hoger is dan het landelijk jaarlijks gemiddelde over deze periode (2,04%). Vergeleken met de census van 1995 is het aantal mensen met 8.388 (56,5%) toegenomen.

De bevolkingsdichtheid van Salvador was ten tijde van de laatste census, met 23.222 inwoners op 53 km², 438,2 mensen per km².